# Хаді Алізаде
Хаді Алізаде (перс. هادی علیزاده; нар. 4 березня 1990) — іранський борець греко-римського стилю, чемпіон та срібний призер чемпіонатів Азії, володар Кубку світу, срібний призер Універсіади.

## Біографія
Боротьбою почав займатися з 2003 року. У 2010 році став бронзовим призером на чемпіонаті Азії серед юніорів. Того ж року досяг такого ж результату на світовій юніорській першості. У 2012 став чемпіоном світу серед студентів. Наступного року став срібним призером літньої Універсіади в Казані, де представляв Університет Паяме Нур з Кума.
Виступає за борцівський клуб міста Кум.

## Спортивні результати на міжнародних змаганнях

### Виступи на Чемпіонатах світу
| Змагання                        | Збірна | Вагова категорія                 | Місце |
| ------------------------------- | ------ | -------------------------------- | ----- |
| Чемпіонат світу з боротьби 2013 | Іран   | греко-римська боротьба, до 74 кг | 32    |
| Чемпіонат світу з боротьби 2014 | Іран   | греко-римська боротьба, до 75 кг | 16    |

### Виступи на Чемпіонатах Азії
| Змагання                       | Збірна | Вагова категорія                 | Місце  |
| ------------------------------ | ------ | -------------------------------- | ------ |
| Чемпіонат Азії з боротьби 2012 | Іран   | греко-римська боротьба, до 74 кг | Золото |
| Чемпіонат Азії з боротьби 2013 | Іран   | греко-римська боротьба, до 74 кг | Срібло |

### Виступи на Кубках світу
| Змагання                    | Збірна | Вагова категорія                 | Місце  |
| --------------------------- | ------ | -------------------------------- | ------ |
| Кубок світу з боротьби 2012 | Іран   | греко-римська боротьба, до 74 кг | 12     |
| Кубок світу з боротьби 2013 | Іран   | греко-римська боротьба, до 74 кг | 11     |
| Кубок світу з боротьби 2014 | Іран   | греко-римська боротьба, до 75 кг | Золото |

### Виступи на інших змаганнях
| Змагання                                                      | Збірна | Вагова категорія                 | Місце  |
| ------------------------------------------------------------- | ------ | -------------------------------- | ------ |
| Чемпіонат світу з боротьби серед студентів 2012               | Іран   | греко-римська боротьба, до 74 кг | Золото |
| Кубок Ядегара Імама 2011                                      | Іран   | греко-римська боротьба, до 74 кг | Бронза |
| Золотий Гран-прі з боротьби 2011 (Баку)                       | Іран   | греко-римська боротьба, до 74 кг | 5      |
| Олімпійський кваліфікаційний турнір з боротьби 2012 (Тайюань) | Іран   | греко-римська боротьба, до 74 кг |        |
| Кубок Президента Казахстану з боротьби 2012                   | Іран   | греко-римська боротьба, до 74 кг | Бронза |
| Літня Універсіада 2013                                        | Іран   | греко-римська боротьба, до 74 кг | Срібло |
| Київський Міжнародний турнір з боротьби 2017                  | Іран   | греко-римська боротьба, до 75 кг | 8      |
| Клубний чемпіонат світу з боротьби 2018                       | Іран   | команда                          | 6      |
| Кубок Тахті 2019                                              | Іран   | греко-римська боротьба, до 82 кг | Бронза |

### Виступи на змаганнях молодших вікових груп
| Змагання                                      | Збірна | Вагова категорія                 | Місце  |
| --------------------------------------------- | ------ | -------------------------------- | ------ |
| Чемпіонат Азії з боротьби серед юніорів 2010  | Іран   | греко-римська боротьба, до 74 кг | Бронза |
| Чемпіонат світу з боротьби серед юніорів 2010 | Іран   | греко-римська боротьба, до 74 кг | Бронза |